# کاسل پاینز شمالی (کلرادو)
کاسل پاینز شمالی (به انگلیسی: Castle Pines North) شهری در ایالت کلرادو کشور ایالات متحده آمریکا است که جمعیت آن در سرشماری سال ۲۰۱۰ میلادی، ۱۰٬۳۶۰ نفر بوده‌است.